# Harry Guardino
Harry Guardino (Nueva York, 23 de diciembre de 1925-Palm Springs, California, 17 de julio de 1995) fue un actor teatral, cinematográfico y televisivo estadounidense con una carrera que abarcó desde inicios de la década de 1950 hasta comienzos de la de 1990. 

## Biografía
Su nombre de nacimiento era Harold Vincent Guardino y nació en el distrito de Brooklyn, en Nueva York. 
Entre sus trabajos teatrales en el circuito de Broadway figuran los que hizo en las obras A Hatful of Rain, One More River (ganando una nominación al Premio Tony por su actuación), Anyone Can Whistle, La rosa tatuada (1966), The Seven Descents of Myrtle y Woman of the Year.
Para el cine trabajó, entre otras películas, en Houseboat, Pork Chop Hill, The Five Pennies, Rey de reyes, Madigan, Lovers and Other Strangers y Harry el sucio, siendo nominado en dos ocasiones al Globo de Oro al mejor actor de reparto. 
Para la televisión, en 1960 Guardino interpretó a Johnny Caldwell en los episodios "Perilous Passage", "The O'Mara's Ladies" y "Daughter of the Sioux" en la serie western de la NBC Overland Trail, protagonizada por William Bendix y Doug McClure. También fue artista invitado en la serie de John Cassavetes de los años 1959-1960 Johnny Staccato, la historia de un detective neoyorquino.
En 1964 fue elegido para protagonizar una serie televisiva de la CBS titulada The Reporter, un drama de corta trayectoria sobre un periodista llamado Danny Taylor. Su principal coprotagonista era Gary Merrill, con el papel de Lou Sheldon. Guardino tuvo, además, un papel continuado como el enemigo de Perry Mason, Hamilton Burger, en el programa de 1973 The New Adventures of Perry Mason, y un papel recurrente en el show de Angela Lansbury Murder, She Wrote. 
Como artista invitado actuó en docenas de series televisivas, destacando entre ellas Studio One, Target: The Corruptors!, The Virginian, Eleventh Hour, Alfred Hitchcock Presents, Kraft Television Theatre, Playhouse 90, Dr. Kildare, The Lloyd Bridges Show, Route 66, Ben Casey, Hawaii Five-O, Love, American Style, The Greatest Show on Earth, Kojak, The Streets of San Francisco, Jake and the Fatman, The Untouchables y Cheers. Otro de sus papeles fue el del detective Lee Gordon en el telefilme de 1969 The Lonely Profession.

### Fallecimiento
Harry Guardino falleció en 1995 a causa de un cáncer de pulmón en Palm Springs, California. Tenía 69 años de edad. Sus restos fueron incinerados y las cenizas entregadas a sus allegados.